# Helcostizus fuscipalpis
Helcostizus fuscipalpis är en stekelart som beskrevs av Henry Keith Townes, Jr. 1983. Helcostizus fuscipalpis ingår i släktet Helcostizus och familjen brokparasitsteklar. Inga underarter finns listade i Catalogue of Life.